# The Croxley Master
The Croxley Master é um filme mudo do gênero drama produzido no Reino Unido e lançado em 1921.